# Wieża kościoła łaski w Kożuchowie
Wieża kościoła łaski – pozostałość ewangelickiego kościoła łaski w Kożuchowie, w województwie lubuskim.

## Historia
Wieża była pierwotnie częścią świątyni wzniesionej w latach 1709–1710 jako budowla szachulcowa, na mocy tzw. „recesu egzekucyjnego” (niem. rezess exekution, cz. exekučni reces), ogłoszonego 27 stycznia 1709 będącego rozszerzeniem ugody altransztadzkiej (1707) między luterańskim królem Szwecji Karolem XII a katolickim cesarzem Józefem I Habsburgiem. Świątynia została wzniesiona poza murami miejskimi. Sama wieża (łudząco podobna do wieży kościoła Matki Boskiej Częstochowskiej w Zielonej Górze) została zbudowana w 1826 roku, a w ciągu kolejnych 33 lat świątynia została przemurowana.
Do końca II wojny światowej budowla służyła dla celów religijnych. Po wysiedleniu ludności niemieckiej jeszcze krótko służył protestantom. Następnie został przekazany parafii prawosławnej. W związku z wykorzystywaniem przez nią tylko zakrystii, w budynku głównym został urządzony magazyn zbożowy, a później magazyn pobliskich zakładów A-20. Nieużytkowana świątynia popadła w ruinę. Uratowano tylko strop (przeniesiony do kościoła Matki Bożej Królowej Polski w Świdnicy i kościoła Podwyższenia Krzyża Świętego w Zielonej Górze) oraz organy, ołtarz, ambonę i ławy (przeniesione do kościoła Bożego Ciała w Głogowie). W 1972 r. kościół został najpierw wysadzony, a następnie rozebrany w 1973 r. Z dawnej świątyni zachowała się tylko wieża, a plac wokół niej pozostał niezagospodarowany.